# Mihajlovkai járás (Amuri terület)
A Mihajlovkai járás (oroszul Миха́йловский райо́н) Oroszország egyik járása az Amuri területen. Székhelye Pojarkovo.

## Népesség
- 1989-ben 21 113 lakosa volt.
- 2002-ben 17 081 lakosa volt.
- 2010-ben 14 850 lakosa volt.